# Margrit Elfers
Margrit Elfers (* 2. November 1993) ist eine deutsche Leichtathletin und Triathletin. Sie wird in der Bestenliste deutscher Triathletinnen auf der Ironman-Distanz geführt.

## Werdegang
Margrit Elfers kam als Jugendliche zur Leichtathletik und startet seit 2018 für den Verein SCK-Running.
2021 und 2025 gewann sie in Bamberg im Triathlon auf der olympischen Distanz (1,5 km Schwimmen, 39,2 km Radfahren, 10 km Laufen) den Nonstop-Triathlon.
Im September 2022 wurde die damals 28-Jährige nach 8:56:42 Stunden in neuer persönlicher Bestzeit auf der Langdistanz Siebte im Ironman Italy.
Margrit Elfers lebt in Bamberg. Sie wird von Swen Sundberg trainiert.

## Sportliche Erfolge
| Datum/Jahr    | Rang | Wettbewerb                      | Austragungsort | Zeit     | Bemerkung                                                               |
| ------------- | ---- | ------------------------------- | -------------- | -------- | ----------------------------------------------------------------------- |
| 31. Juli 2022 | 3    | Beilngries Triathlon            | Beilngries     | 02:14:06 | Olympische Distanz (1,5 km Schwimmen, 39,2 km Radfahren, 10 km Laufen)  |
| 12. Sep. 2021 | 1    | Nonstop-Triathlon               | Bamberg        | 02:15:43 | Olympische Distanz (1,8 km Schwimmen, 41 km Radfahren und 10 km Laufen) |
| 29. Aug. 2021 | 9    | Ironman 70.3 Zell am See-Kaprun | Zell am See    | 04:56:31 |                                                                         |
| 21. Juli 2019 | 2    | Erlanger Triathlon              | Erlangen       | 04:36:47 | auf der Mitteldistanz hinter Kristin Liepold                            |

| Datum/Jahr    | Rang | Wettbewerb           | Austragungsort | Zeit     | Bemerkung                                |
| ------------- | ---- | -------------------- | -------------- | -------- | ---------------------------------------- |
| 2. Juni 2024  | 18   | Ironman Hamburg      | Hamburg        | 09:23:18 |                                          |
| 3. Sep. 2023  | 6    | Ironman Wales        | Tenby          | 11:40:32 | hinter Nikki Bartlett                    |
| 18. Sep. 2022 | 7    | Ironman Italy        | Cervia         | 08:56:42 | persönliche Bestzeit auf der Langdistanz |
| 14. Aug. 2022 | 7    | Ironman Ireland      | Youghal        | 09:49:09 |                                          |
| 3. Apr. 2022  | 8    | Ironman South Africa | Port Elizabeth |          |                                          |
| 16. Okt. 2021 | 10   | Ironman Mallorca     | Alcúdia        | 09:50:23 |                                          |

(DNF – Did Not Finish)